# Audrey Cordon-Ragot
Audrey Cordon-Ragot (Pontivy), 22 september 1989) is een Franse voormalige wielrenster. Ze was met name actief op de weg, maar ook op de baan en in het veld. Ze reed voor wielerploegen als het Franse Vienne Futuroscope, het Noorse Hitec Products, het Britse Wiggle High5, het Amerikaanse Trek-Segafredo, enkele maanden voor het Spaanse Zaaf Cycling Team en ze sloot in 2024 haar carrière af bij Human Powered Health.

## Biografie
De Bretonse Cordon-Ragot was gespecialiseerd in het tijdrijden en had vaak de rol als wegkapitein en meesterknecht. Ze was vooral succesvol in eigen land. Zo was ze tweemaal Frans kampioene op de weg en zeven keer in de tijdrit. Ze won eendagswedstrijden als de GP Plumelec-Morbihan, GP Cholet en de tijdrit Chrono des Nations en ze won diverse etappes in Franse rittenkoersen als de Tour de Bretagne, Route de France en Tour de l'Ardèche. In Drenthe won ze de Drentse Acht van Westerveld en het EK gemengde ploegenestafette in Emmen.

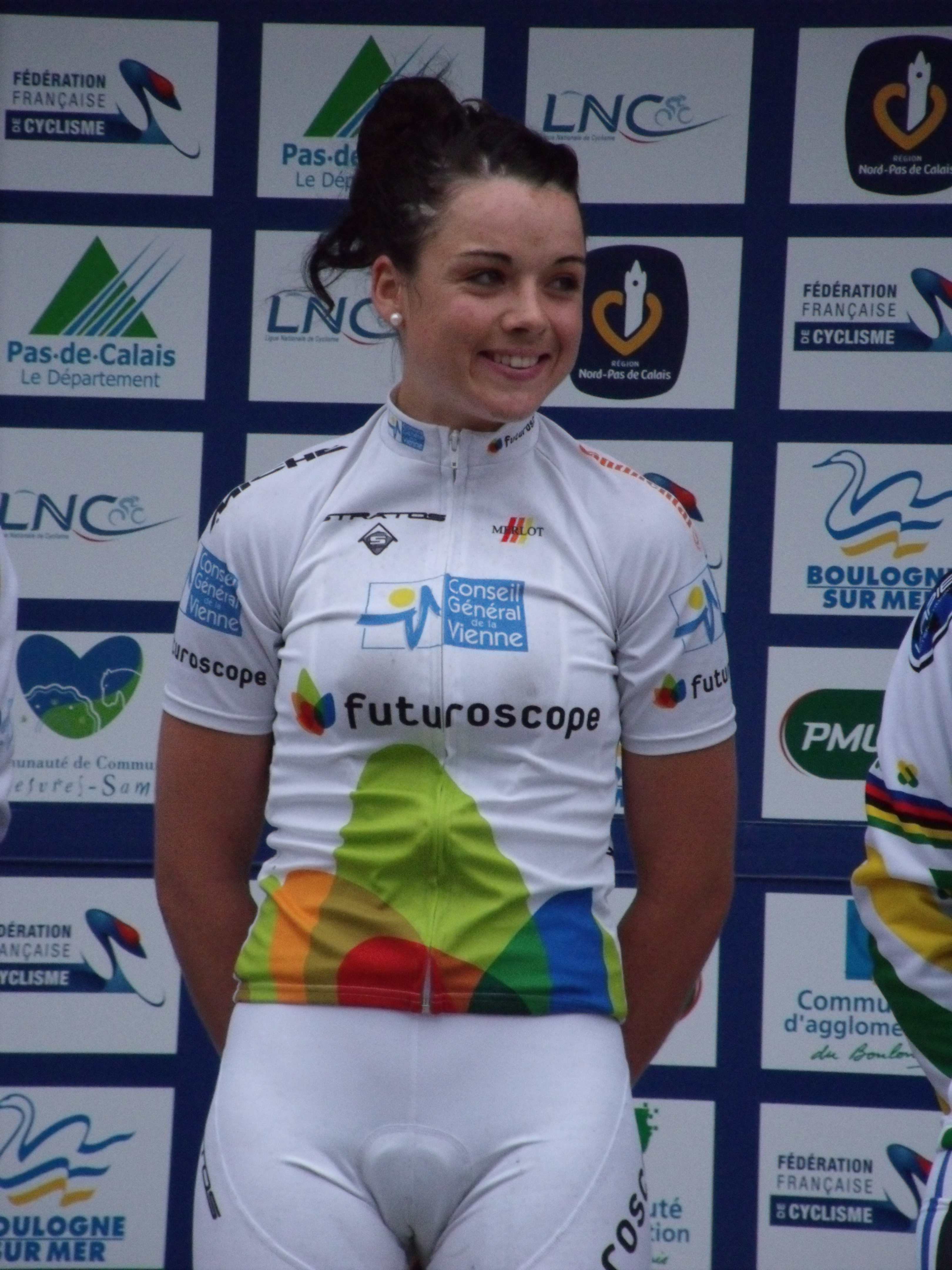
In 2011 bij Vienne Futuroscope

In 2007 werd Cordon-Ragot vierde op het EK tijdrijden voor junioren en in 2011 werd ze 5e bij de beloften.

### 2012-2016

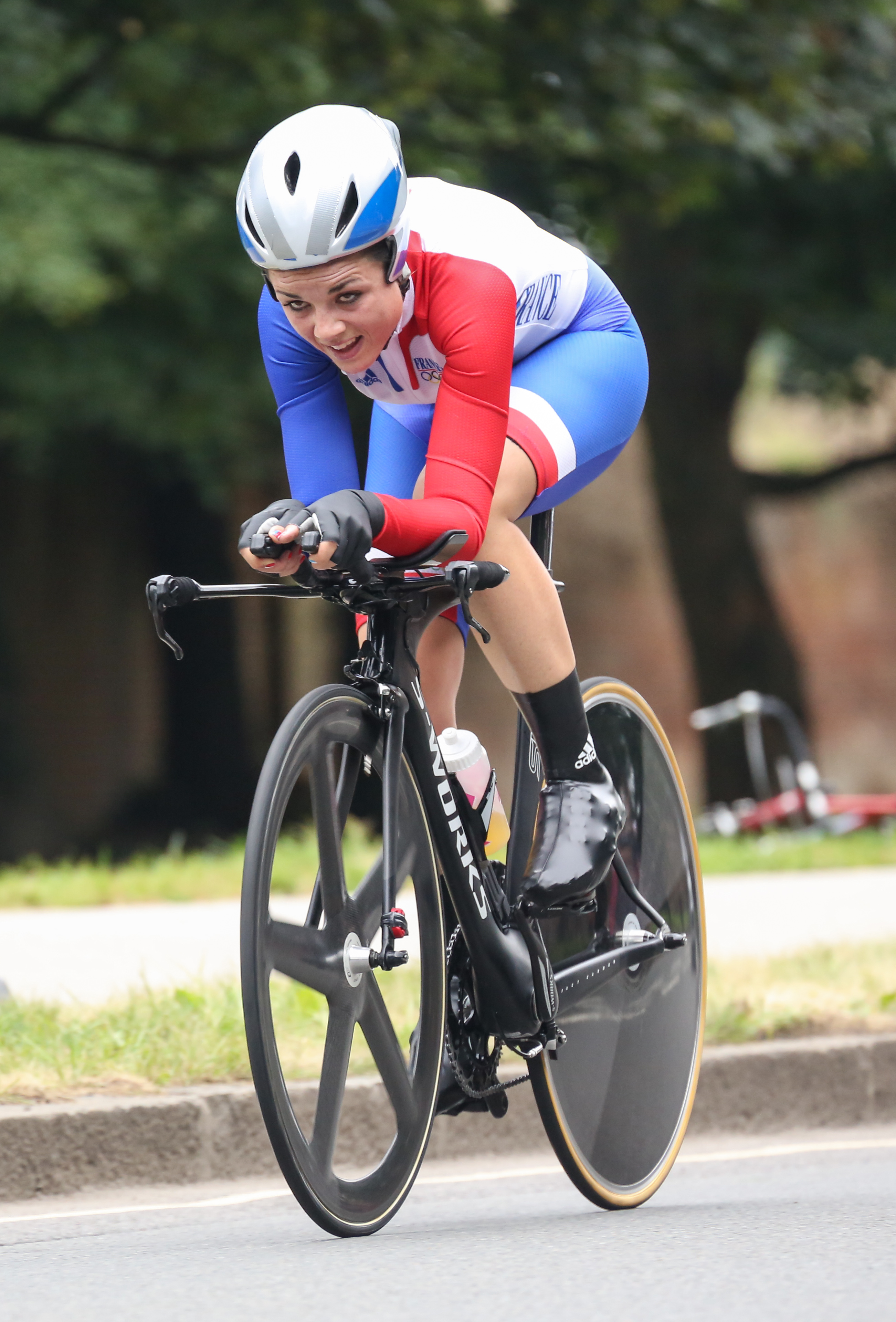
Olympische tijdrit 2012 in Londen

Cordon-Ragot nam namens Frankrijk deel aan de Olympische Zomerspelen 2012 in Londen. In de tijdrit eindigde ze als 15e en in de wegrit kwam ze buiten tijd binnen. Twee maanden later werd ze 18e op het WK tijdrijden in Valkenburg. Dit evenaarde ze in 2013 op het WK tijdrijden in Florence. In 2015 behaalde ze met haar ploeg Wiggle Honda de vierde plaats op het WK ploegentijdrit in het Amerikaanse Richmond, na een spannende strijd om brons met het Nederlandse team Rabo-Liv.

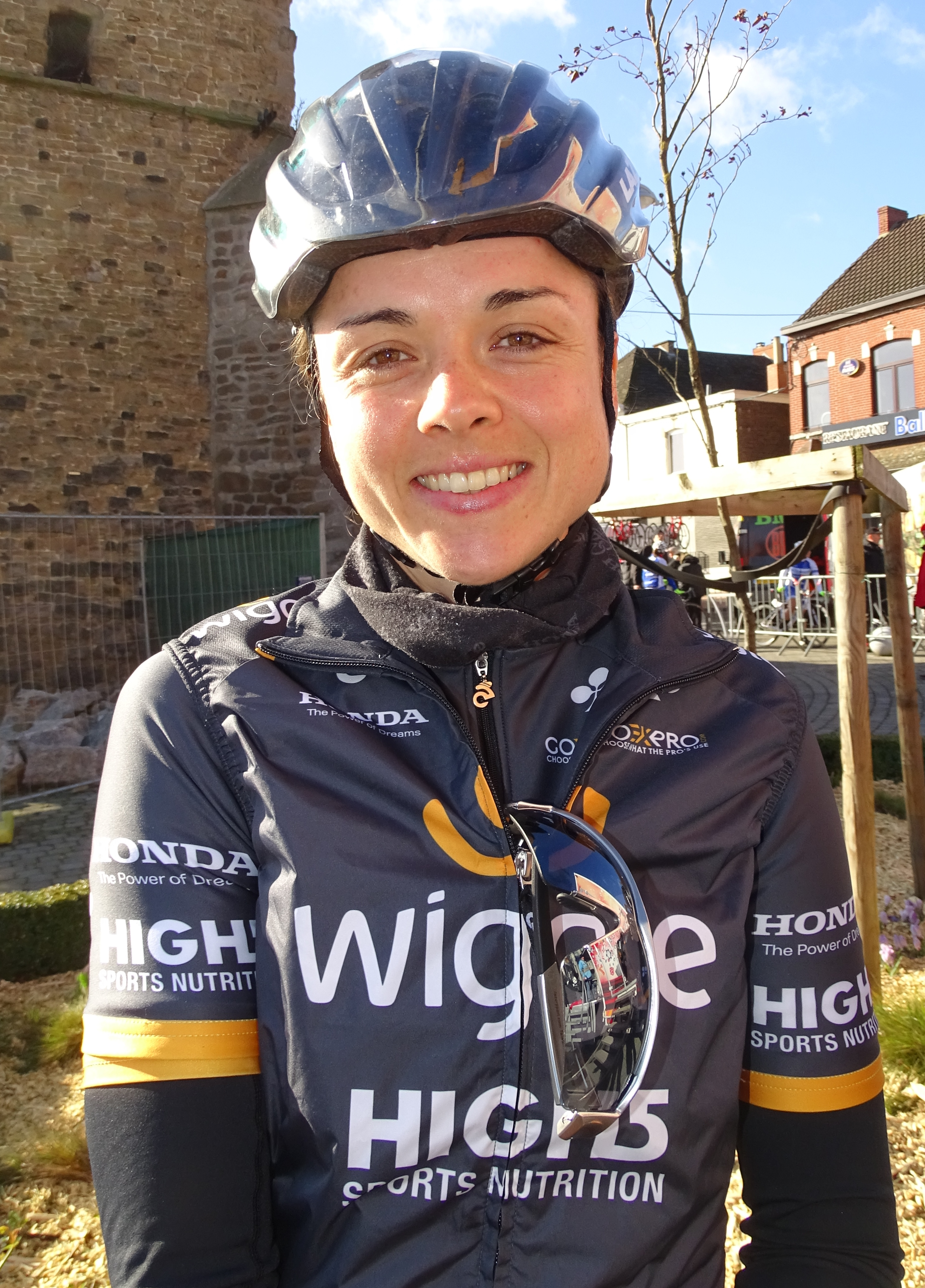
Voor de start van Le Samyn 2016

Cordon-Ragot werd op de Olympische Zomerspelen 2016 in Rio de Janeiro 24e in de tijdrit en 37e in de wegrit namens Frankrijk.

### 2022

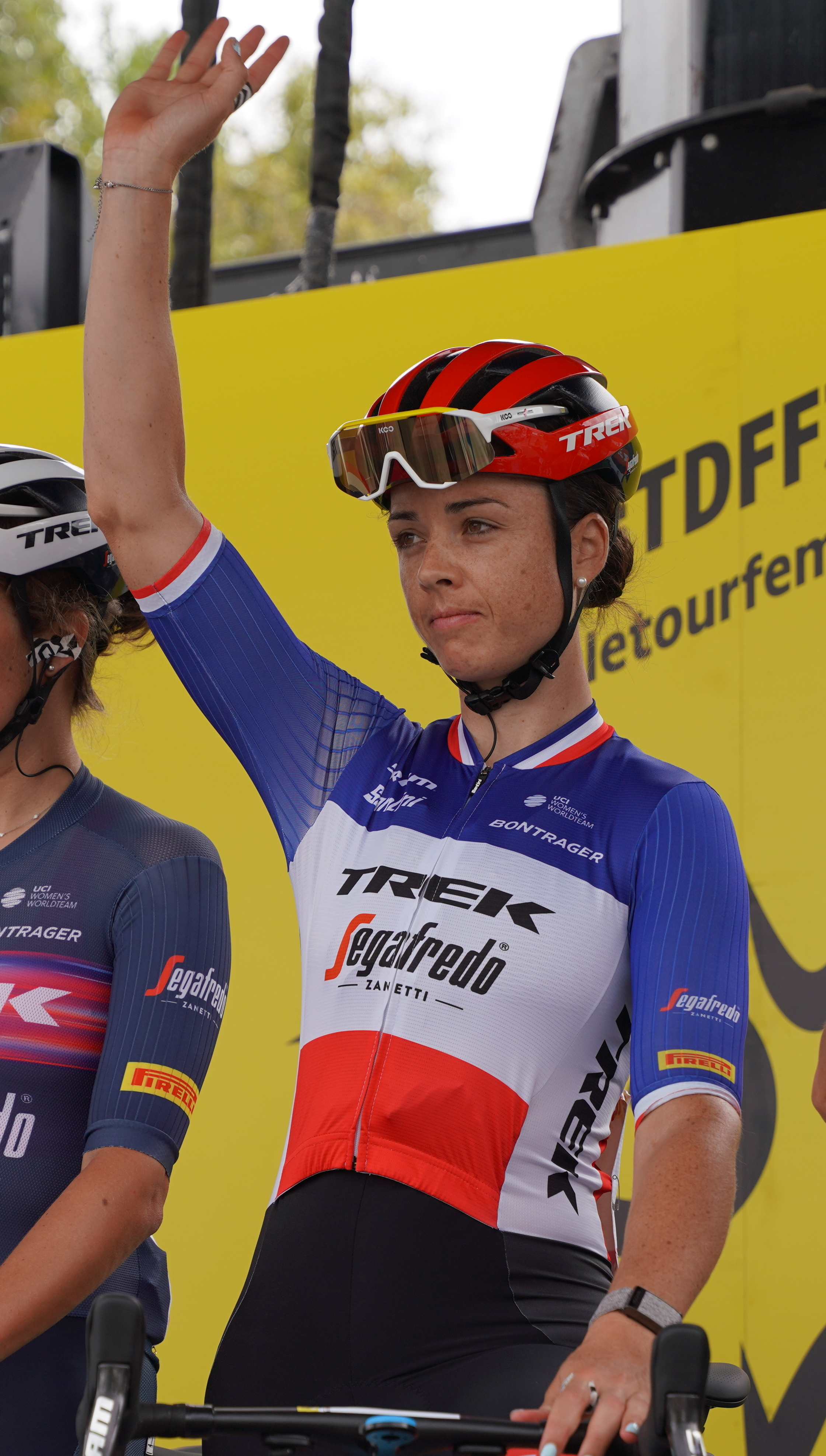
Frans kampioene Cordon-Ragot in de Tour de France Femmes 2022

Cordon-Ragot won in augustus 2022 haar eerste World-Tourwedstrijd, na diskwalificatie van Marianne Vos in de Open de Suède Vårgårda 2022. Een maand later won ze de tijdrit van de Simac Ladies Tour 2022 in Sittard. In september 2022 werd Cordon-Ragot getroffen door een beroerte en moest noodgedwongen passen voor het WK in Australië.

### 2023
In 2023 zou ze overstappen naar de nieuwe vrouwenploeg van B&B Hotels - KTM, maar nadat bleek dat deze ploeg niet door zou gaan, vond ze onderdak bij het Spaanse Zaaf Cycling Team. Toen deze ploeg in april nog steeds geen salaris had betaald, stopte ze bij de ploeg. Per 6 april kon ze aan de slag bij Human Powered Health, waardoor ze twee dagen later al kon meedoen aan Parijs-Roubaix. In juni 2023 werd mede op haar initiatief de Ronde van de Pyreneeën stilgelegd, omdat er auto's op het parcours reden. In augustus won ze zilver met de Franse ploeg bij het WK mixed team relay in Glasgow, op zeven seconden achter Zwitserland. Een maand later werd ze op dit onderdeel Europees kampioen, samen met Juliette Labous, Cédrine Kerbaol, Benjamin Thomas, Rémi Cavagna en Bruno Armirail.

### 2024
In juni 2024 werd ze voor de zevende keer nationaal kampioene tijdrijden. Erna nam ze voor de vierde keer deel namens Frankrijk aan de Olympische Spelen, deze keer  in Parijs, in eigen land. Ze werd 9e in de tijdrit en 38e in de wegwedstrijd. Na de Simac Ladies Tour 2024 sloot ze haar carrière af.

## Palmares
2011
 Frans kampioenschap tijdrijden
2012
GP Cholet
GP Plumelec-Morbihan
 Frans kampioenschap tijdrijden
2013
 Eindklassement Tour de Bretagne
 Frans kampioenschap tijdrijden
2014
 Frans kampioenschap tijdrijden
GP Plumelec-Morbihan
4e etappe Tour de Bretagne
Puntenklassement Tour de Bretagne
5e etappe La Route de France
2015
 Frans kampioen tijdrijden, elite
 Frans kampioenschap op de weg
GP Cholet
2016
 Frans kampioen tijdrijden, elite
 Frans kampioenschap op de weg
2017
 Frans kampioen tijdrijden, elite
 Bergklassement OVO Women's Tour
Chrono des Nations
2018
 Frans kampioen tijdrijden, elite
 Chrono des Nations
2019
Drentse 8 van Westerveld
2020
 Frans kampioenschap tijdrijden
 Frans kampioen op de weg, elite
3e etappe Tour de l'Ardèche
2021
 Frans kampioen tijdrijden, elite
2022
 Frans kampioen tijdrijden, elite
 Frans kampioen op de weg, elite
Open de Suède Vårgårda (WWT)
5e etappe (ITT) Simac Ladies Tour
2023
 Europees kampioen gemengde ploegenestafette, elite
2024
 Frans kampioen tijdrijden, elite

### Resultaten in voornaamste wedstrijden
| Jaar | Ronde van Italië | Ronde van Frankrijk | Ronde van Spanje |
| ---- | ---------------- | ------------------- | ---------------- |
| 2014 | 33e              |                     |                  |
| 2015 | opgave           |                     |                  |
| 2016 | 44e              |                     | 60e              |
| 2017 | 50e              |                     |                  |
| 2018 | 53e              |                     | ↑                |
| 2019 | 99e              |                     |                  |
| 2020 | opgave           |                     | 19e              |
| 2021 |                  |                     | opgave           |
| 2022 |                  | 78e                 |                  |
| 2023 | 52e              | 33e                 |                  |
| 2024 |                  | 93e                 |                  |

| Jaar | Gent-Wevelgem | Ronde van Vlaanderen | Parijs-Roubaix | Amstel Gold Race | Luik-Bast.‑Luik | Omloop van het Hageland | Drentse Acht van Westerveld | Open de Suède Vårgårda |  | WK op de weg |
| ---- | ------------- | -------------------- | -------------- | ---------------- | --------------- | ----------------------- | --------------------------- | ---------------------- |  | ------------ |
| 2008 |               |                      |                |                  |                 |                         |                             |                        |  |              |
| 2009 |               | 62e                  |                |                  |                 |                         |                             | 28e                    |  |              |
| 2010 |               |                      |                |                  |                 |                         |                             |                        |  |              |
| 2011 |               | 67e                  |                |                  |                 | 46e                     |                             |                        |  | 87e          |
| 2012 |               | 17e                  |                |                  |                 | 93e                     | 13e                         |                        |  | opgave       |
| 2013 |               | 41e                  |                |                  |                 | opgave                  |                             |                        |  | opgave       |
| 2014 |               | 54e                  |                |                  |                 | ↑                       |                             |                        |  | 16e          |
| 2015 |               | opgave               |                |                  |                 |                         | 67e                         | opgave                 |  | 53e          |
| 2016 |               | 57e                  |                |                  |                 | 81e                     | 83e                         | 51e                    |  | 88e          |
| 2017 | 35e           | 23e                  |                | 12e              | 16e             |                         |                             | 40e                    |  | 39e          |
| 2018 | 72e           | 24e                  |                | 6e               | 75e             |                         |                             | 54e                    |  | 73e          |
| 2019 |               | opgave               |                | 42e              |                 | 28e                     | Goud                        | 75e                    |  | 17e          |
| 2020 | 98e           |                      |                |                  |                 | 51e                     |                             |                        |  | 13e          |
| 2021 |               | 31e                  | 8e             | opgave           |                 |                         | 15e                         |                        |  | 27e          |
| 2022 |               |                      | 27e            |                  | opgave          | 44e                     |                             | ↑                      |  |              |
| 2023 |               |                      | 35e            |                  |                 | ↑                       |                             |                        |  | 26e          |
| 2024 | 23e           | 44e                  | 50e            |                  |                 |                         | opgave                      |                        |  |              |

## Trivia
In koers werd Cordon-Ragot regelmatig verward met haar Italiaanse ploeggenote Elisa Longo Borghini, wat hen de bijnaam twins (tweeling) opleverde.

## Privé
Audrey Cordon trouwde op 10 oktober 2014 met wielrenner Vincent Ragot en ze heet sindsdien Cordon-Ragot.

## Ploegen
- 2008 −  Vienne Futuroscope
- 2009 −  Vienne Futuroscope
- 2010 −  Vienne Futuroscope
- 2011 −  Vienne Futuroscope
- 2012 −  Vienne Futuroscope
- 2013 −  Vienne Futuroscope
- 2014 −  Hitec Products
- 2015 −  Wiggle Honda
- 2016 −  Wiggle High5
- 2017 −  Wiggle High5
- 2018 −  Wiggle High5
- 2019 −  Trek-Segafredo
- 2020 −  Trek-Segafredo
- 2021 −  Trek-Segafredo
- 2022 −  Trek-Segafredo
- 2023 −  Zaaf Cycling Team (tot 2 april)
- 2023 −  Human Powered Health (vanaf 6 april)
- 2024 −  Human Powered Health

Bjørnsrud · Cordon · Gotaas Johnsen · Hatteland Lima · Heine · Hosking · Kitchen · Leth · Longo Borghini · Minge · Moberg · Moolman · Olsson · Thorsen
Abbott · Baker · Bronzini · Christian · Cordon · D'Hoore · Edmondson · Fahlin · Hagiwara · Hosking · King · Longo Borghini · Mullens · Roberts · Roe · Sanchis · Wiasak
Abbott · Bronzini · Christian · Cordon · D'Hoore · Edmondson · Garner · Hagiwara · Hosking · Johansson · King · Longo Borghini · Pieters · Roberts · Sanchis
Bronzini · Cordon · Cure · D'Hoore · Edmondson · Fahlin · G. Garner · L. Garner · Hagiwara · Johansson · Leth · Lichtenberg · Longo Borghini · Roberts · Sanchis
Archibald · Barbieri · Barker · Brennauer · Brown · Cordon · Cure · Edmondson · Fahlin · G. Garner · L. Garner · Leth · Longo Borghini · Ritter · Stewart · Yonamine · Wild
Batty · Cordon-Ragot · Deignan · Hanson · Lepistö · Longo Borghini · Neff · Noble · Paternoster · Plichta · Richards · Swartz · van Dijk · Van Twisk · Wiles · Winder · Worrack
Bäckstedt · Batty · Brand · Cordon-Ragot · Deignan · Hanson · Henttala · Longo Borghini · Paternoster · Plichta · Richards · Swartz · van Dijk · Van Twisk · Wiles · Winder · Worrack
Bäckstedt · Brand · Cordon-Ragot · Deignan · Dideriksen · Hanson · Hosking · Longo Borghini · Paternoster · van Anrooij · van Dijk · Van Twisk · Wiles · Winder · Worrack
Bäckstedt · Balsamo · Brand · Cordon-Ragot · Deignan · Dideriksen · Hanson · Hosking · Longo Borghini · Paternoster · Thomas · van Anrooij · van Dijk · Wiles
Buysman · Christie · Christofórou · Clouse · Cordon-Ragot (vanaf 6/4) · Van 't Geloof · Kröger · MacPherson · Malcotti · Pikulik · Raaijmakers · Schmid · Vandenbulcke · Williams · Wood · Yonamine
Birjoekova · Borghesi (vanaf 2/7) · Christie · Cordon-Ragot · Doebel-Hickok · Edwards · Grossetête · Kasper · Malcotti · D. Pikulik · W. Pikulik · Raaijmakers · Ragusa · Williams · Wood · Zanardi · Zanetti